# Eric Clapton's Rainbow Concert
Eric Clapton's Rainbow Concert é um álbum ao vivo de Eric Clapton gravado no Rainbow Theatre em 13 de janeiro de 1973 e lançado em 10 de setembro do mesmo ano. Organizado por Pete Townshend, marcou o retorno de Clapton aos palcos—sua última apresentação fora no Concerto para Bangladesh, realizado em 1971. Um ano após o concerto no Rainbow, Clapton recuperou-se de seu vício em heroína e gravou 461 Ocean Boulevard.
Uma versão remasterizada e expandida do álbum foi lançada em 13 de janeiro de 1995, no 22° aniversário do concerto original.

## Faixas

### Álbum original

#### Lado um
1. "Badge" (Clapton, Harrison) – 3:32
2. "Roll It Over" (Clapton, Whitlock) – 6:43
3. "Presence of the Lord" (Clapton) – 5:37

#### Lado dois
1. "Pearly Queen" (Capaldi, Winwood) – 7:00
2. "After Midnight" (Cale) – 5:12
3. "Little Wing" (Hendrix) – 6:32

### Versão remasterizada
1. "Layla" (Clapton, Gordon) – 6:25
2. "Badge" (Clapton, Harrison) – 3:18
3. "Blues Power" (Clapton, Russell)– 6:03
4. "Roll It Over" (Clapton, Whitlock) – 4:38
5. "Little Wing" (Hendrix) – 4:36
6. "Bottle of Red Wine" (Bramlett, Clapton) – 3:51
7. "After Midnight" (Cale) – 4:25
8. "Bell Bottom Blues" (Clapton) – 6:25
9. "Presence of the Lord" (Clapton) – 5:18
10. "Tell the Truth" (Clapton, Whitlock) – 6:04
11. "Pearly Queen" (Capaldi, Winwood) – 4:55
12. "Key to the Highway" (Broonzy, Segar) – 5:46
13. "Let It Rain" (Bramlett, Clapton) - 7:46
14. "Crossroads" (Johnson)– 4:19

## Músicos
- Eric Clapton - guitarra base e vocais
- Pete Townshend - guitarra e vocais
- Ronnie Wood - guitara e vocais
- Ric Grech - baixo
- Steve Winwood - teclado e vocais
- Jim Capaldi - bateria
- Jimmy Karstein - bateria
- Rebop Kwaku Baah - percussão